# Sahar Peér
Sahar Peér (héber betűkkel שחר פאר, izraeli angol átírással Shahar Pe'er) (Jeruzsálem, 1987. május 1. –) izraeli teniszezőnő, olimpikon, junior Grand Slam-tornagyőztes (2004).
2004-ben kezdte profi pályafutását, öt egyéni és három páros WTA-torna győztese, és egy alkalommal WTA 125K tornán is győzni tudott. Emellett öt egyéni és négy páros ITF-tornán végzett az első helyen.
Grand Slam-tornán a legjobb eredményét párosban a 2008-as Australian Openen érte el, ahol Viktorija Azaranka oldalán a döntőig jutott. Egyéniben a 2007-es Australian Openen és a 2007-es US Openen a negyeddöntőig jutott.
Izrael válogatottjának tagjaként vett részt a 2008-as pekingi és a 2012-es londoni olimpia női egyéni teniszversenyén. Izrael Fed-kupa-csapatának tagjaként 2002 és 2016 között 76 mérkőzést játszott.
Legjobb egyéni világranglista-helyezése tizenegyedik volt, ezt 2011 januárjában érte el, párosban a 14. helyig jutott 2008. májusban. Ő az eddigi legmagasabban rangsorolt izraeli teniszező (női és férfi vonalon egyaránt). Visszavonulását 2017. február 28-án jelentette be.

## Magánélete
Sahar 6 évesen kezdett el teniszezni, csatlakozva a teniszórákon bátyjához, Slómíhoz, és nővéréhez, Sáníhoz. Édesapja, Dóvík szoftverfejlesztő, édesanyja, Alízá háziasszony. Mivel Izraelben férfiak és nők számára is kötelező a katonaság, Peérnek 18 éves korában csatlakozni kellett a hadsereghez.

### A Dubai-vita
Peér 2009 februárjában nem vehetett részt a dubaji tornán, mivel az Egyesült Arab Emírségekben megtagadták a vízumkérelmét. Jó pár játékos, köztük Venus Williams is kiállt Peér mellett. A verseny igazgatója, Szalah Tahlak azt nyilatkozta, hogy Peér jelenléte kivívta volna az ország lakosainak haragját, ahogy egy hónappal korábban Aucklandben is tiltakozókkal szembesült a 2008–2009-es Izrael–Hamász-konfliktus miatt. A WTA az eset után azt nyilatkozta, hogy felül fogja vizsgálni a jövőbeli versenyeket Dubajban. Az amerikai Tennis Channel úgy döntött a történtek után, hogy nem fogja közvetíteni az eseményt, a The Wall Street Journal pedig megvonta a szponzori pénzösszeget a versenytől.
A 2008-as férfi bajnok, Andy Roddick az eset után úgy döntött, hogy – bár ő volt a címvédő – nem lép pályára Dubajban. "Nagyon nem értettem egyet azzal, ami ott folyt." – mondta Roddick.
A 2009-es vízumkérelem elutasítása után Peér 2010-ben már megkapta a vízumot, de nagyon szigorú korlátozásokkal vehetett csak részt a tornán. Más játékosokkal nem találkozhatott pályán kívül, külön tornateremben edzhetett csak, s testőrök kísérték el a szállodától a pályáig. A 2010-es torna alatt a többi versenytársa megdicsérte, sőt Venus Williams kijelentette: "Nem tudom elképzelni, hogy ilyen körülmények között hogyan tud ilyen jól játszani. Csak gratulálni tudok neki, nagyon bátor. Nem hiszem, hogy bárki más a WTA Touron képes lenne erre, amit ő csinál."

## Játékstílusa
Peér legjobban a védekező játékáról híres, amihez erős tenyeres és fonák ütés párosul. Kétkezes fonákja van. A lábmunkája kiváló, gyorsan mozog a pályán.

## Pályafutása

### Korai évek
2001-ben megnyerte az 55. Ericsson Orange Bowl International Tennis Championships 14 éven aluliak versenyét, 127 másik lánnyal versenyezve, anélkül, hogy szettet vesztett volna.
A 2004-es Australian Open junior versenyén korábbi párostársát, Nicole Vaidišovát győzte le a döntőben.
2004-ben lett profi, ekkor kezdett el játszani a WTA Touron. Első főtáblás WTA-meccsét 2004 februárjában nyerte az indiai Hyderabad Openen Szun Tien-tien ellen 6–4, 6–4-re.
2005-ben szerepelt először Grand Slam-tornán, a harmadik körig jutott el a Roland Garroson és a US Openen is.

### 2006
2006 elején, Canberrában egy maratoni meccsen (3 óra 30 perc alatt, ami a kilencedik leghosszabb női meccs volt akkoriban) az első WTA-elődöntőjében kikapott Anabel Medina Garriguestől.
2006. február 12-én Pattajában megszerezte élete első WTA-tornagyőzelmét, a döntőben Jelena Kostanićot verte 6–3, 6–1-re. A döntő 3–0-s Kostanić-vezetéssel indult, és miután Peér játékot váltott, visszabrékelte ellenfelét, és megnyerte az első szettet. A második játszmát is adogatás-elnyeréssel kezdte Kostanić, amit egy esőszünet követett. Az esőszünet után Peér egymás után hat játékot nyerve megszerezte élete első tornagyőzelmét.
Májusban Prágában megszerezte második tornagyőzelmét, amikor legyőzte Samantha Stosurt a döntőben 4–6, 6–2, 6–1-re. Ez volt az első alkalom, hogy egy salakos tornán túljutott a negyeddöntőn. Emellett Peér párosban is győzelemnek örülhetett, mivel Marion Bartolival az oldalán a döntőben legyőzték az amerikai Ashley Harkleroad–Bethanie Mattek-duót.
Isztambulban is győzni tudott, az első kiemelt Anasztaszija Miszkinát verte meg a döntőben 1–6, 6–3, 7–6(3)-os arányban.
A Roland Garroson a harmadik körben legyőzte a 6. kiemelt Jelena Gyementyjevát 6–4, 7–5-re, de a negyedik fordulóban kikapott a 12. helyen rangsorolt Martina Hingistől. Wimbledonban a második körben búcsúzott, a kínai Peng Suaj ejtette ki őt.
A US Openen a harmadik körben legyőzte a 14. kiemelt Francesca Schiavonét, de a negyedik körben kikapott a 2. kiemelt, későbbi döntős Justine Henin-Hardenne-től.

### 2007
Az évet egy elődöntővel kezdte Goald Coaston, a 2. kiemelt Gyinara Szafinától kapott ki 4–6, 7–6(1), 6–1-re. Sydney-ben pedig a negyeddöntőig jutott, ahol a 3. helyen rangsorolt Kim Clijsterstől szenvedett vereséget.
Az Australian Openen 6–1, 6–3-ra legyőzte Romina Oprandit, majd a második körben felülmúlta Meilen Tut is. A harmadik körben a 20. kiemelt Tatiana Golovint verte meg 3–6, 7–5, 7–5-re, a negyedik körben pedig a harmadikként rangsorolt Szvetlana Kuznynecova ellen nyert 6–4, 6–2-re. A negyeddöntőben vereséget szenvedett Serena Williamstől 3–6, 6–2, 8–6-ra. Ez volt Peér első Grand Slam-negyeddöntője.
Memphisben egészen a döntőig jutott, de ott kikapott a 7. kiemelt Venus Williamstől 6–1, 6–1-re. Indian Wellsben a harmadik körben legyőzte a 19. helyen rangsorolt Lucie Šafářovát, majd a 8. kiemelt Anna Csakvetadzét is, mielőtt vereséget szenvedett a későbbi győztes, 14. kiemelt Daniela Hantuchovától. A következő héten, a másik nagy kemény pályás amerikai tornán, Miamiban még jobban szerepelt. A 16 között kiejtette a 3. kiemelt Szvetlana Kuznyecovát 6–4, 4–6, 6–3-as arányban, majd a 24. kiemelt Tathiana Garbint is búcsúztatta a versenytől. Az elődöntőben a 13. helyen rangsorolt Serena Williamstől kapott ki 7–6(4), 6–1-re. Érdekesség, hogy Indian Wellsben és Miamiban is a későbbi győztestől kapott ki.
Ezután két gyengébben sikerült verseny következett Peér számára. Charlestonban az első mérkőzésén kapott ki, Berlinban pedig a másodikon. A Roland Garros felvezető tornáján, Rómában kiejtette Agnieszka Radwańskát, majd a következő fordulóban Szugijama Ai ellen is gyerni tudott, végül Serena Williams búcsúztatta őt.
A francia nyílt teniszbajnokságon legyőzte Kaia Kanepit 6–1, 6–3-ra, majd Gallovits Edinát 6–4, 6–1-re. A harmadik fordulóban megkapta első kiemelt ellenfelét, a 17. kiemelt Katarina Srebotnik személyében, akit 6–1, 4–6, 6–3-as arányban búcsúztatott. A következő ellenfele Szvetlana Kuznyecova volt, akitől két szoros szettben kikapott. Wimbledonban a későbbi döntős Marion Bartolitól kapott ki a harmadik körben 6–3, 6–2-re.
Majdnem egy hónapos kihagyás után Stanfordban legyőzte Camille Pint, de a második körben kikapott Volha Havarcovától. San Diegóban az első fordulóban kapott ki, Los Angelesben a második körben búcsúzott, Torontóban pedig a harmadik fordulóban győzték le.
A US Openen az első körben legyőzte Melien Tut 6–4, 7–6(7)-ra, Bethanie Matteket 6–2, 6–1-re, a 13. kiemelt Nicole Vaidišovát 6–4, 3–6, 7–6(5)-ra, a 30. helyen rangsorolt Agnieszka Radwańskát 6–4, 6–1-re, míg a 6. kiemelt Anna Csakvetadze meg nem állította őt a negyeddöntőben 6–4, 6–1-gyel.
Az év végéig komolyabb sikereket már nem ért el, összesen négy tornán indult, amelyek közül egy negyeddöntő volt a legjobb eredménye.

### 2008
2008-ban visszatért Goald Coastra, ahol az elődöntőben kapott ki Viktorija Azarankától 6–4, 6–2-re. Sydney-ben is elindult, de a második fordulóban kikapott Szvetlana Kuznyecovától két játszmában.
Az Australian Openen Renata Voráčová és Jessica Moore legyőzése után kikapott a 11. kiemelt Jelena Gyementyjevától 6–2, 6–0-ra. Dohában szintén a harmadik körben búcsúzott, akkor Li Na ejtette őt ki. Memphisben Ahsha Rolle, Czink Melinda és a 7. kiemelt Sofia Arvidsson legyőzése után az elődöntőben alulmaradt az 5. kiemelt Volha Havarcovával szemben.
Indian Wellsben és Miamiban is sok pontot kellett megvédenie, de nem sikerült ugyanazokat a sikereket elérnie, mint egy évvel korábban. Indian Wellsben a harmadik fordulóban a 21. kiemelt Szánija Mirza bizonyult jobbnak nála, Miamiban pedig a legjobb nyolc között szenvedett vereséget Szvetlana Kuznyecovától. Prágában a negyeddöntőig jutott el, ahol a 7. helyen rangsorolt Klára Zakopalová verte őt meg 7–6(5), 6–2-re. Ezután négy tornáján az első körben esett ki (Berlinben, a Roland Garroson, Barcelonában, és Eastbourne-ben), majd a wimbledoni teniszbajnokságon a negyedik körig jutott, ahol Jelena Gyementyjevától kapott ki 6–2, 6–1-re.
Stanfordban a második körben szenvedett 6–3, 6–4-es vereséget Anna Csakvetadzétől, Los Angelesben pedig az első körben Samantha Stosur búcsúztatta őt. Montreal 6–2, 6–2-es vereséget szenvedett Szugijama Aitól a második körben. Az olimpián a 9. helyen rangsorolt, későbbi bronzérmes Vera Zvonarjovától kapott ki a második körben.
A US Openen 2–6, 6–0, 6–1-es vereséget szenvedett az első fordulóban Li Nától. Tokióban is az első meccsén esett ki, az olasz Flavia Pennetta verte őt meg 6–4, 6–4-re. Az év végén a legsikeresebb tornája a szöuli Hansol Korea Open volt, ahol a negyeddöntőben Jill Craybastól kapott ki 6–2, 7–5-re. Az utolsó tornáján Oszakában a második körben esett ki Jarmila Groth ellen.

### 2009
Aucklandben megverte Petra Cetkovskát és Barbora Záhlavová-Strýcovát, majd kikapott az első kiemelt és későbbi bajnok Jelena Gyementyjevától 6–3, 6–1-re. Hobartban és az Australian Openen is az első fordulóban búcsúzott. Pattajában is versenyzett, az első kiemelt, későbbi győztes Vera Zvonarjovától kapott ki az elődöntőben 6–1, 6–4-re.
Indian Wellsben megverte Katerina Bondarenkót 6–2, 6–1-re, és a 10. kiemelt Marion Bartolit 1–6, 6–4, 7–5-re. A harmadik körben felülmúlta a 19. helyen rangsorolt Anna Csakvetadzét 6–2, 6–4-re, végül kikapott Viktorija Azarankától 7–5, 6–4-re a negyeddöntőben. Miamiban a második körben szenvedett vereséget ki az 5. kiemelt Venus Williamstől 6–3, 6–3-ra.
Estorilban az elődöntőig jutott el, de a Yanina Wickmayer elleni meccsen lábsárülése miatt fel kellett adnia az összecsapást. Egy héttel később, Madridban, Caroline Wozniacki ellen kellett feladnia az első körös meccsét, szintén lábsérülése miatt.
A sérülése miatt egészen kénytelen volt kihagyni többek között a Roland Garrost is, legközelebb Wimbledonban lépett pályára. Itt egy meccset tudott megnyerni, Maria Elena Camerin ellen, de a második körben kikapott a 10. helyen rangsorolt Nagyja Petrovától 6–3, 6–2-re. Budapesten is részt vett a WTA-tornán, de a negyeddöntőben kikapott a 6. kiemelt Aljona Bondarenkótól 7–5, 6–1-re. Egy héttel később az első helyen rangsorolt Francesca Schiavone verte őt meg az első fordulóban Prágában.
Bad Gasteinben és Los Angelesben a második körben esett ki, Cincinnatiben pedig a selejtezőben. Torontóban már jobban szerepelt, legyőzte Monica Niculescut 6–4, 4–6, 7–6(4)-ra, Francesca Schiavonét 7–6(2), 6–4-re, de kikapott a 4. kiemelt későbbi bajnok Jelena Gyementyjevától 6–1, 1–6, 6–4-re. A US Openen a 32. kiemelt Szávay Ágnest verte meg az első körben 6–2, 6–2-re, majd Carla Suárez Navarrót is búcsúztatta 6–2, 6–0-lal. A harmadik fordulóban viszont vereséget szenvedett a 6. helyen rangsorolt Szvetlana Kuznyecovától 7–5, 6–1-es arányban.
Kantonban megszerezte negyedik tornagyőzelmét, a 8. kiemelt Alberta Briantit legyőzve a fináléban. A következő héten, Taskentben ismét ő lett a végső győztes, ekkor Volha Havarcovát verte meg az elődöntőben 7–6(5), 6–2-re, majd a döntőben a hazai pályán játszó Akgul Amanmuradovát győzte le 6–3, 6–4-ra. Luxemburgban az elődöntőig jutott el, ahol Sabine Lisickitől kapott ki egy szoros, háromszettes találkozón.
Az utolsó tornáján, Balin az A csoportban kapott helyet. Az első meccsen vereséget szenvedett Marion Bartolitól, így később hiába győzte Magdaléna Rybárikovát 6–1, 7–6(4)-ra, már nem maradt esélye az elődöntőbe jutásra.

### 2010
Az év elején, rögtön az első tornáján, Aucklandben az elődöntőben kapott ki Yanina Wickmayertől, a későbbi győztestől 6–4, 7–5-re. Hobartban legyőzte Olivia Rogowskát 6–3, 6–2-re az első körben, felülmúlta Jelena Dokićot a másodikban 6–2, 6–2-vel, a harmadik fordulóban pedig Carla Suárez Navarrót győzte le 4–6, 7–6(4), 7–5-re. Az elődöntőben Sara Erranit sima két szettben búcsúztatta, a döntőben viszont vereséget szenvedett Aljona Bondarenkóval szemben (6–2, 6–4). Az Australian Openen 29. kiemeltként indult. Mint kiemelt az első fordulóban nem kaphatott nála magasabb rangsorolású ellenfelet, így Lucie Hradeckával kezdett. A mérkőzést a 7–6-ra elveszített első játszma után 6–2, 6–1-re hozta. A második körben Cvetana Pironkova felett aratott győzelmet (6–1, 6–4), de a harmadik körben 6–4, 6–0-s vereséget szenvedett a 4. kiemelt Caroline Wozniacki ellen.
Párizsban a negyeddöntőben búcsúztatta őt Lucie Šafářová. Dubajban a 2009-es vízummizéria után ebben az évben már megadták neki a szervezők a szükséges papírokat, így játszhatott a tornán. Az első körben rögtön egy kiemelttel kezdett, a 13. helyen rangsorolt Yanina Wickmayer személyében. A mérkőzést Peér nyerte 3–6, 6–2, 7–5-re. A második fordulóban Virginie Razzanót győzte le 6–2, 6–2-re, majd a harmadik körben visszavágott Caroline Wozniackinak, amiért kikapott tőle az Australian Openen, és 6–2, 7–5-tel búcsúztatta a dán játékost. A legmagasabban rangsorolt játékos legyőzése után a negyeddöntőben a kínai Li Nával játszott. A meccset 7–5, 3–0-s állásnál hagyták abba, Li hátsérülése miatt. Peér számára a végállomást az elődöntő jelentette, ahol a 3. kiemelt, későbbi győztes Venus Williams állította őt meg 6–1, 6–4-gyel.
A két kemény pályás amerikai torna nem sikerült jól Peér számára. Indian Wellsben legyőzte a 9. helyen rangsorolt Flavia Pennettát 6–4, 6–7(4), 6–1-re, de a harmadik mérkőzésén Jelena Janković erősebbnek bizonyult nála, Miamiban pedig Kim Clijsterstől kapott ki a harmadik körben. Ezek után Peér visszatért Európába, és megkezdte a salakszezont Stuttgartban. Az első fordulóban legyőzte Polona Hercogot 6–3, 3–6, 6–1-re, majd az 5. helyen rangsorolt Agnieszka Radwańska ellen is nyerni tudott. A negyeddöntőben a 2. kiemelt Gyinara Szafinát búcsúztatta a tornától, de az elődöntőben kikapott a későbbi győztes, szabadkártyás Justine Henintől 6–3, 6–2-re. Rómában ismét legyőzte Polona Hercogot, de a következő fordulóban kikapott a 4. kiemelt Venus Williamstől. Madridban ismét az elődöntőig jutott. Az első körben legyőzte az 5. kiemelt Szvetlana Kuznyecovát 6–3, 2–6, 6–0-ra, a második fordulóban pedig Alisza Klejbanovát múlta felül. A harmadik körben a hazai pályán játszó Arantxa Parra Santonját verte meg 7–5, 6–2-re, majd a 13. helyen rangsorolt Li Nát is legyőzte. Az elődöntőben ez alkalommal is Venus Williamstől kapott ki, ebben az évben már harmadszor.
Az előző szezonban Peér nem vett részt a Roland Garroson, így nem kellett pontokat védenie ebben az évben. A tornán az első fordulóban legyőzte a selejtezős Nuria Llagostera Vivest 6–1, 6–4-re, a másodikban pedig a szerencsés vesztesként főtáblára jutott Bethanie Mattek-Sandsot verte meg 3–6, 6–0, 6–1-re. A harmadik fordulóban a 13. kiemelt, hazai pályán játszó Marion Bartolit múlta felül két szettben. Ezen a versenyen is egy Williamstől kapott ki, csakhogy most az 1. kiemelt Serena Williams győzte le őt 6–2, 6–2-re. Eastbourne-ben, az első füves pályás versenyén az első körben kikapott Cseng Csiétől. Ez volt a 2010-es évben az első olyan tornája, ahol az első fordulóban búcsúzott. Wimbledonban Ana Ivanović 6–3, 6–4-es legyőzése után a második körben kikapott Angelique Kerbertől 3–6, 6–3, 6–4-es arányban.
A harmadik Grand Slam-torna után az amerikai nyári kemény pályás versenyek következtek. Stanfordban Daniela Hantuchovát úgy győzte le, hogy az első szettet 6–0-ra veszítette el (0–6, 6–4, 6–3), de a második fordulóban kikapott Marija Kirilenkótól 6–4, 6–3-ra. San Diegóban ismét legyőzte Ana Ivanovićot, de a negyeddöntőben kikapott a későbbi döntős Agnieszka Radwańskától 6–2, 6–0-ra. Cincinnatiban is a harmadik körben esett ki, akkor Anasztaszija Pavljucsenkova verte őt meg három szettben. Montrealban Kaia Kanepitől kapott ki az első fordulóban 6–3, 6–3-ra. A US Openen a negyedik fordulóban esett ki, a 3. helyen rangsorolt Venus Williams búcsúztatta őt 7–6(3), 6–3-mal. A harmadik fordulóban Peér a 19. kiemelt Flavia Pennettát győzte le 6–4, 6–4-re.
Peér a US Open után úgy döntött, hogy címvédő létére nem indul Kantonban és Taskentben sem. Tokióban lépett pályára legelőször, ahol a második körben Kaia Kanepi ellen szenvedett vereséget. Pekingban az első fordulóban hazai játékost vert meg, a másodikban pedig Patty Schnydert búcsúztatta a versenytől 6–4, 6–2-vel. A harmadik körben Bojana Jovanovskit múlta felül 6–1, 6–2-vel, és Bacsinszky Tímeát is két szettben győzte le. Az elődöntőben viszont kikapott a későbbi győztes Caroline Wozniackitól 7–5, 6–2-es arányban. Harmadik kiemeltként indult az év utolsó tornáján, Oszakában. Az első fordulóban megverte Doi Miszakit 6–2, 6–3-ra, a második körben pedig második japán ellenfelét, Fuda Rjókót is legyőzte. A negyeddöntőben felülmúlta Iveta Benešovát 6–2, 6–0-lal, az elődöntőben viszont kikapott a 6. kiemelt Krumm Date Kimikótól 3–6, 7–6(5), 7–5-re.

### 2011
Sophie Ferguson legyőzésével kezdte az évet Brisbane-ben, ahol a második körben kikapott Lucie Šafářovától három szettben. Sydneyben is játszott, de itt is a második körben búcsúzott a tornától, a 7. helyen rangsorolt Viktorija Azaranka ellen szenvedett 7–5, 6–3-as vereséget.
Tizedik kiemelt volt az Australian Openen. Az első körben legyőzte Mathilde Johanssont 6–1, 6–1-re, majd a második fordulóban felülmúlta Sorana Cîrsteát is (6–3, 6–2), de a harmadik körben szettelőnyből, 3–6, 7–6(3), 6–4-re kikapott első kiemelt ellenfelétől, Flavia Pennettától. Dubajban az első fordulóban legyőzte María José Martínez Sánchezt 6–4, 6–1-re, a másodikban pedig búcsúztatta Alexandra Dulgherut is a versenytől 6–4, 6–2-vel. A harmadik körben Yanina Wickmayerrel csapott össze, akit 3–6, 6–4, 6–1-re meg is tudott verni. A végállomást a negyeddöntő és Caroline Wozniacki jelentette Peér számára. Dohában az első fordulóban 6–2, 6–4-es győzelmet aratott Szvetlana Kuznyecova felett, mielőtt kikapott Marion Bartolitól a második körben.
Az amerikai kemény pályás sorozatban, Indian Wellsben legyőzte Bethanie Mattek-Sandsot 4–6, 7–6(5), 6–3-ra, a 17. helyen rangsorolt Anasztaszija Pavljucsenkovát 2–6, 6–3, 7–5-re, az 5. kiemelt Francesca Schiavonét 6–4, 3–6, 7–6(3)-ra, de a negyeddöntőben kikapott Yanina Wickmayertől 6–3, 6–3-ra. Miamiban nem sikerült a negyeddöntőig eljutnia, sőt, meglepetésre már az első mérkőzésén vereséget szenvedett Anabel Medina Garriguestől. Charlestonban a harmadik körben kapott ki Julia Görgestől 6–2, 6–3-ra.
Miután visszatért Európába, Madridban játszott, de az első körben kikapott Alisza Klejbanovától 6–3, 6–2-re. Rómában már javult a formája - az első fordulóban legyőzte Bojana Jovanovskit 3–6, 6–0, 6–4-gyel, majd visszavágott Klejbanovának, és kiejtette őt a tornáról. A harmadik körben viszont a 7. kiemelt, későbbi győztes Marija Sarapova búcsúztatta Peért.
A római torna után négy egymás utáni versenyén az első fordulóban esett ki (Brüsszelben Casey Dellacqua, a Roland Garroson és Eastbourne-ben María José Martínez Sánchez, Wimbledonban pedig Kszenyija Pervak győzte le). Meccset is több mint két hónap után tudott nyerni Washingtonban, ahol legyőzte Fuda Rjókót, Alla Kudrjavcevát, a 8. kiemelt Alberta Briantit, a 3. helyen rangsorolt Tamira Paszeket, mielőtt a döntőben kikapott Nagyja Petrovától 7–5, 6–2-re.
Torontóban az első fordulóban esett ki, majd Cincinnatiban az első körben Sabine Lisickit győzte le 6–4, 7–6(4)-re. A második szettben 5–0-nál, 5–2-nél, és 5–4-nél is a meccsért adogatott Peér, de csak tie-breakben tudta hozni a meccset 7–4-re. A második körben Viktorija Azarankát kapta volna, ha a belorusz teniszező sérülés miatt nem lép vissza a tornától, így a szerencsés vesztesként főtáblára kerülő Pauline Parmentier-vel játszott, akit 6–2, 6–3-mal búcsúztatott. A végállomást a harmadik körben Peng Suaj jelentette, aki 6–3, 6–2-re győzte le Peért.
A dallasi tornán is részt vett a US Open előtti héten, de Johanna Larssontól kikapott a második körben. A US Openen 23. kiemelt volt. Az első fordulóban Szánija Mirzát kapta ellenfélül, akit nagy csatában 6–7(5), 6–3, 6–1-re győzött le 2 óra 11 perc alatt. A második körben Sloane Stephens ellen játszott, akitől kikapott 6–1, 7–6(4)-os arányban. Tokióban 16. kiemelt volt, de a második kanyarban kikapott Klára Zakopalovától 6–3, 6–1-re. Az évet Pekingben zárta, ahol az első körben 6–1, 7–5-re kapott ki María José Martínez Sáncheztől.

### 2012
A 2012-es évet Brisbane-ben kezdte, ahol az első körben kikapott a második kiemelt Andrea Petkovićtól 7–6(2), 1–6, 6–3-ra. A következő tornáján, Hobartban hatodik kiemelt volt. Az első körben legyőzte Lucie Hradeckát 6–3, 6–1-re, majd a második fordulóban kiejtette a selejtezős Sacha Jonest. A negyeddöntőben a korábban top 10-es Anna Csakvetadze a bal lábát érő súlyos izomgörcsök miatt kényszerült feladni ellene a mérkőzést Peér 4–6, 6–4, 1–0-s vezetésénél. Az elődöntőben a torna első kiemeltjével, Yanina Wickmayerrel játszott, akitől 7–6(1), 6–3-as arányban kikapott.
Az Australian Open első körében a szabadkártyával induló ausztrál Isabella Hollandot verte meg 6–2, 6–0-ra, mindössze 58 perc alatt. A második körben nehezebb ellenfelet kapott, a 14. kiemelt Sabine Lisicki magabiztosan győzött; Peér az összecsapást 53 perc alatt veszítette el 6–1, 6–2-re. A következő tornáján, Párizsban nem volt kiemelve, és az első körben a 6. helyen rangsorolt Julia Görgestől kapott ki 6–1, 6–3-ra. Dohában az első körben megverte a világranglista 334. Nadia Lalamit 6–0, 6–0-ra, majd a második körben a 8. kiemelt Jelena Jankovićot 7–6(3), 6–2-re. A harmadik körben viszont kikapott Christina McHale-től 4–6, 6–3, 6–4-re, úgy, hogy breakelőnnyel vezetett a második szettben. Dubajban szabadkártyával indult el, és az első körben legyőzte a szintén szabadkártyás Fatma Al Nabhanit 6–3, 6–1-re, de a második fordulóban 7–5, 6–4-re kikapott az 5. helyen kiemelt, későbbi győztes Agnieszka Radwańskától.
A két kemény-pályás tornán, Indian Wellsben és Miamiban sem ért el kiemelkedő eredményeket, először az első körben Lesja Curenkótól kapott ki, a következő héten pedig a 2. helyen rangsorolt Marija Sarapova búcsúztatta Peért. Ezek után a salak szezonja sem sikeredett túl jól. A Roland Garrosig összesen hat salak-pályás tornán indult, és ezek közül négy alkalommal tudott csak bekerülni a második fordulóba, ott viszont minden alkalommal kikapott. Ez a sorozat az év második Grand Slam-tornáján sem tört meg, a második kanyarban szenvedett 6–2, 6–2-es vereséget a torna 13. kiemeltjétől, Ana Ivanovićtól.

## Junior Grand Slam döntői

### Egyéni

#### Győzelmek (1)
| Év   | Bajnokság       | Borítás | Ellenfél         | Eredmény |
| ---- | --------------- | ------- | ---------------- | -------- |
| 2004 | Australian Open | Kemény  | Nicole Vaidišová | 6–1, 6–4 |

## Grand Slam döntői

### Páros

#### Elveszített döntői (1)
| Év   | Bajnokság       | Borítás | Partner            | Ellenfél                              | Eredmény      |
| ---- | --------------- | ------- | ------------------ | ------------------------------------- | ------------- |
| 2008 | Australian Open | Kemény  | Viktorija Azaranka | Aljona Bondarenko Katerina Bondarenko | 2–6, 6–1, 6–4 |

## WTA-döntői

### Egyéni

#### Győzelmei (5)
| Összesítés           |                        |
| Grand Slam-torna (0) |                        |
| Tier I (0)           | Premier Mandatory* (0) |
| Tier II (0)          | Premier Five* (0)      |
| Tier III (1)         | Premier* (0)           |
| Tier IV (2)          | International* (2)     |
| Tier V (0)           | Challenger* (0)        |

* 2009-től megváltozott a tornák rendszere. Challenger tornákat 2012-től rendeznek.
 Az egymás mellett azonos színnel jelölt tornatípusok között nincs teljes mértékű megfelelés.
|    | Dátum                | Torna                                        | Borítás | Ellenfél a döntőben   | Döntő eredménye  |
| 1. | 2006. február 12.    | Pattaya Women's Open, Pattaja                | Kemény  | Jelena Kostanić       | 6–3, 6–1         |
| 2. | 2006. május 14.      | ECM Prague Open, Prága                       | Salak   | Samantha Stosur       | 4–6, 6–2, 6–1    |
| 3. | 2006. május 27.      | Istanbul Cup, Isztambul                      | Salak   | Anasztaszija Miszkina | 1–6, 6–3, 7–6(3) |
| 4. | 2009. szeptember 20. | Guangzhou International Women’s Open, Kanton | Kemény  | Alberta Brianti       | 6–3, 6–4         |
| 5. | 2009. szeptember 27. | Tashkent Open, Taskent                       | Kemény  | Akgul Amanmuradova    | 6–3, 6–4         |

#### Elveszített döntői (4)
|    | Dátum             | Torna                                 | Borítás    | Ellenfél a döntőben | Döntő eredménye |
| 1. | 2007. február 24. | Cellular South Cup, Memphis           | Kemény (f) | Venus Williams      | 1–6, 1–6        |
| 2. | 2010. január 16.  | Moorilla Hobart International, Hobart | Kemény     | Aljona Bondarenko   | 2–6, 4–6        |
| 3. | 2011. július 31.  | Citi Open, Washington                 | Kemény     | Nagyja Petrova      | 5–7, 2–6        |
| 4. | 2013. július 28.  | Baku Cup, Baku                        | Kemény     | Elina Szvitolina    | 4–6, 4–6        |

### Páros

#### Győzelmei (3)
| Összesítés           |                        |
| Grand Slam-torna (0) |                        |
| Tier I (0)           | Premier Mandatory* (0) |
| Tier II (2)          | Premier Five* (0)      |
| Tier III (0)         | Premier* (0)           |
| Tier IV (1)          | International* (0)     |
| Tier V (0)           | Challenger* (0)        |

* 2009-től megváltozott a tornák rendszere. Challenger tornákat 2012-től rendeznek.
 Az egymás mellett azonos színnel jelölt tornatípusok között nincs teljes mértékű megfelelés.
|    | Dátum              | Torna                              | Borítás | Partner             | Ellenfél a döntőben                 | Eredmény a döntőben |
| 1. | 2006. május 14.    | ECM Prague Open, Prága             | Salak   | Marion Bartoli      | Ashley Harkleroad Bethanie Mattek   | 6–4, 6–4            |
| 2. | 2006. július 30.   | Bank of the West Classic, Stanford | Kemény  | Anna-Lena Grönefeld | Maria Elena Camerin Gisela Dulko    | 6–1, 6–4            |
| 3. | 2007. augusztus 5. | Bank of the West Classic, Stanford | Kemény  | Szánija Mirza       | Viktorija Azaranka Anna Csakvetadze | 6–4, 7–6(5)         |

#### Elveszített döntői (7)
|    | Dátum                | Torna                                 | Borítás    | Partner            | Ellenfél a döntőben                   | Eredmény a döntőben |
| 1. | 2007. szeptember 30. | BGL Luxembourg Open, Luxembourg       | Kemény (f) | Viktorija Azaranka | Iveta Benešová Janette Husárová       | 4–6, 2–6            |
| 2. | 2008. január 27.     | Australian Open, Melbourne            | Kemény     | Viktorija Azaranka | Aljona Bondarenko Katerina Bondarenko | 6–2, 1–6, 4–6       |
| 3. | 2009. március 22.    | BNP Paribas Open, Indian Wells        | Kemény     | Gisela Dulko       | Viktorija Azaranka Vera Zvonarjova    | 4–6, 6–3, [5–10]    |
| 4. | 2010. október 2.     | Toray Pan Pacific Open, Tokió         | Kemény     | Peng Suaj          | Iveta Benešová B. Záhlavová-Strýcová  | 4–6, 6–4, [8–10]    |
| 5. | 2013. május 25.      | Brussels Open, Brüsszel               | Salak      | Gabriela Dabrowski | Anna-Lena Grönefeld Květa Peschke     | 0–6, 3–6            |
| 6. | 2014. május 24.      | Nürnberger Versicherungscup, Nürnberg | Salak      | Raluca Olaru       | Michaëlla Krajicek Karolína Plíšková  | 0–6, 6–4, [6–10]    |
| 7. | 2014. július 27.     | Baku Cup, Baku                        | Kemény     | Raluca Olaru       | Alexandra Panova Heather Watson       | 2–6, 6–7(3)         |

## WTA 125K döntői

### Egyéni: 1 (1–0)
| Eredmény | No. | Dátum               | Torna         | Borítás | Ellenfél a döntőben | Eredmény      |
| -------- | --- | ------------------- | ------------- | ------- | ------------------- | ------------- |
| Győztes  | 1.  | 2013. augusztus 11. | Szucsou, Kína | Kemény  | Cseng Szaj-szaj     | 6–2, 2–6, 6–3 |

## ITF döntői

### Egyéni (5-4)
| $100,000 torna |
| $75,000 torna  |
| $50,000 torna  |
| $25,000 torna  |
| $15,000 torna  |
| $10,000 torna  |

| Eredmény | No. | Dátum                | Torna                  | Borítás | Ellenfél              | Eredmény         |
| Döntős   | 1.  | 2002. május 26.      | Tel-Aviv, Izrael       | Kemény  | Yevgenia Savransky    | 5-7, 6-1, 4-6    |
| Döntős   | 2.  | 2003. szeptember 14. | Eperjes, Szlovákia     | Salak   | Zuzana Zemenova       | 4-6, 3-6         |
| Döntős   | 3.  | 2003. november 2.    | Isztambul, Törökország | Kemény  | Cvetana Pironkova     | 3-6, 2-6         |
| Győztes  | 1.  | 2003. november 16.   | Ramat Hasharon, Izrael | Kemény  | Volha Havarcova       | 6-1, 6-0         |
| Győztes  | 2.  | 2003. november 29.   | Haifa, Izrael          | Kemény  | Volha Havarcova       | 6-1, 6-7(4), 6-3 |
| Döntős   | 4.  | 2003. december 7.    | Tel-Aviv, Izrael       | Kemény  | Nyina Bratcsikova     | 4-6, 4-6         |
| Győztes  | 3.  | 2004. február 29.    | Bendigo, Ausztrália    | Kemény  | Suchanun Viratprasert | 6-4, 7-5         |
| Győztes  | 4.  | 2004. december 5.    | ra'anana, Izrael       | Kemény  | Gubacsi Zsófia        | 6-2, 6-1         |
| Győztes  | 5.  | 2015. április 20.    | Isztambul, Törökország | Kemény  | Kristýna Plíšková     | 1-6, 7-6(4), 7-5 |

### Páros (3-2)
| Eredmény | No. | Dátum                | Torna                    | Borítás | Partner          | Ellenfél                                     | Eredmény      |
| Döntős   | 1.  | 2003. szeptember 14. | Eperjes, Szlovákia       | Salak   | Efrat Zlotikamin | Edita Liachoviciute Zuzana Zemenova          | 0-6, 6-4, 3-6 |
| Döntős   | 2.  | 2004. február 29.    | Bendigo, Australia       | Kemény  | Wynne Prakusya   | Casey Dellaqua Nicole Sewell                 | 2-6, 6-1, 2-6 |
| Győztes  | 1.  | 2004. június 13.     | Marseille, Franciaország | Salak   | Jelena Vesznyina | Kildine Chevalier Conchita Martínez Granados | 6-1, 6-1      |
| Győztes  | 2.  | 2004. december 5.    | Ra'anana, Izrael         | Kemény  | Cipórá Obzíler   | Bahia Mouhtassine İpek Şenoğlu               | 6-3, 6-0      |
| Győztes  | 3.  | 2015. július 11.     | Versmold, Németország    | Salak   | Eva Hrdinová     | Alena Fomina Szofija Kovalec                 | 6-1, 6-3      |

## Eredményei Grand Slam-tornákon

### Egyéniben
| Grand Slam | Australian Open | Australian Open     | Roland Garros  | Roland Garros               | Wimbledon      | Wimbledon           | US Open        | US Open              |
| Év         | Eredmény        | Utolsó ellenfél     | Eredmény       | Utolsó ellenfél             | Eredmény       | Utolsó ellenfél     | Eredmény       | Utolsó ellenfél      |
| 2005       | nem indult      | nem indult          | 3. kör         | Nagyja Petrova              | 2. kör         | Daniela Hantuchová  | 3. kör         | María Vento-Kabchi   |
| 2006       | 1. kör          | Aszagoe Sinobu      | 4. kör         | Martina Hingis              | 2. kör         | Peng Suaj           | 4. kör         | Justine Henin        |
| 2007       | Negyeddöntő     | Serena Williams     | 4. kör         | Szvetlana Kuznyecova        | 3. kör         | Marion Bartoli      | Negyeddöntő    | Anna Csakvetadze     |
| 2008       | 3. kör          | Jelena Gyementyjeva | 1. kör         | Samantha Stosur             | 4. kör         | Jelena Gyementyjeva | 1. kör         | Li Na                |
| 2009       | 1. kör          | Caroline Wozniacki  | nem indult     | nem indult                  | 2. kör         | Nagyja Petrova      | 3. kör         | Szvetlana Kuznyecova |
| 2010       | 3. kör          | Caroline Wozniacki  | 4. kör         | Serena Williams             | 2. kör         | Angelique Kerber    | 4. kör         | Venus Williams       |
| 2011       | 3. kör          | Flavia Pennetta     | 1. kör         | María José Martínez Sánchez | 1. kör         | Kszenyija Pervak    | 2. kör         | Sloane Stephens      |
| 2012       | 2. kör          | Sabine Lisicki      | 2. kör         | Ana Ivanović                | 1. kör         | Julia Görges        | 1. kör         | L Arruabarrena       |
| 2013       | 2. kör          | Date Kimiko         | 1. kör         | Agnieszka Radwańska         | Selejtező (Q3) | Selejtező (Q3)      | Selejtező (Q1) | Selejtező (Q1)       |
| 2014       | 1. kör          | Monica Niculescu    | 2. kör         | Eugenie Bouchard            | 1. kör         | Caroline Wozniacki  | 2. kör         | M Lučić-Baroni       |
| 2015       | Selejtező (Q3)  | Selejtező (Q3)      | Selejtező (Q3) | Selejtező (Q3)              | Selejtező (Q3) | Selejtező (Q3)      | Selejtező (Q1) | Selejtező (Q1)       |
| 2016       | Selejtező (Q1)  | Selejtező (Q1)      | –              | –                           | –              | –                   | –              | –                    |

### Párosban
| Grand Slam | Australian Open            | Australian Open                    | Roland Garros                  | Roland Garros                      | Wimbledon                      | Wimbledon                     | US Open                   | US Open                           |
| Év         | Eredmény Partner           | Utolsó ellenfél                    | Eredmény Partner               | Utolsó ellenfél                    | Eredmény Partner               | Utolsó ellenfél               | Eredmény Partner          | Utolsó ellenfél                   |
| 2005       | nem indult                 | nem indult                         | nem indult                     | nem indult                         | Negyeddöntő Vera Dusevina      | A-L. Grönefeld M. Navrátilová | nem indult                | nem indult                        |
| 2006       | 1. kör Vera Dusevina       | V. Ruano Pascual P. Suárez         | 3. kör Marion Bartoli          | D. Hantuchová Szugijama Ai         | 2. kör Marion Bartoli          | V. Ruano Pascual P. Suárez    | 2. kör Marion Bartoli     | M. Akiko A. Sinobu                |
| 2007       | 1. kör Marion Bartoli      | T. Garbin R. Vinci                 | 3. kör Gyinara Szafina         | K. Srebotnik Szugijama Ai          | 3. kör Szánija Mirza           | L. Raymond S. Stosur          | 3. kör Tathiana Garbin    | N. Dechy Gy. Szafina              |
| 2008       | Döntő Viktorija Azaranka   | A. Bondarenko K. Bondarenko        | Negyeddöntő Viktorija Azaranka | C. Dellacqua F. Schiavone          | Negyeddöntő Viktorija Azaranka | Cara Black L. Huber           | 1. kör Viktorija Azaranka | N. Petrova F. Schiavone           |
| 2009       | 1. kör Caroline Wozniacki  | A. Kudrjavceva J. Makarova         | nem indult                     | nem indult                         | 2. kör Gisela Dulko            | Jen Ce Csie Cseng             | 3. kör Gisela Dulko       | S. Stosur R. Stubbs               |
| 2010       | 2. kör Galina Voszkobojeva | N. Llagostera Vives M.J.M. Sánchez | Negyeddöntő Monica Niculescu   | N. Llagostera Vives M.J.M. Sánchez | 2. kör Monica Niculescu        | Vania King J. Svedova         | 3. kör Monica Niculescu   | F. Pennetta G. Dulko              |
| 2011       | 3. kör Peng Suaj           | K. Srebotnika K. Peschke           | nem indult                     | nem indult                         | 3. kör Cara Black              | K. Srebotnik K. Peschke       | 1. kör Monica Niculescu   | I. Benešová B. Záhlavová-Strýcová |

## Év végi világranglista-helyezései
| Év     | 2002 | 2003 | 2004 | 2005 | 2006 | 2007 | 2008 | 2009 | 2010 | 2011 | 2012 | 2013 | 2014 | 2015 | 2016  |
| Egyéni | 832. | 709. | 183. | 45.  | 20.  | 17.  | 38.  | 31.  | 13.  | 37.  | 74.  | 77.  | 119. | 174. | 1101. |
| Páros  | 855. | –    | 288. | 86.  | 27.  | 29.  | 19.  | 56.  | 24.  | 51.  | 79.  | 128. | 70.  | 141. | –     |